# إدوار لارتيه
إدوار لارتيه (15 أبريل 1801 - 28 يناير 1871) عالم أحياء قديمة فرنسي.

## روابط خارجية
- إدوار لارتيه على موقع الموسوعة البريطانية (الإنجليزية)